# Sparkie Williams
Sparkie Williams (1954–1962) var en talande undulat som var inspirerade Michael Nyman och Carsten Nicolai till en opera vilken uppfördes i Berlin i mars 2009. Sparkie hade en repertoar på mer än 500 ord och åtta ramsor. Genom sin språkliga begåvning blev han en nationell celebritet och frontade bland annat en kampanj för fågelfrö. Han talade också på en skiva, vilken sålde i 20.000 exemplar.